# Marcel Hendrickx (cyclisme)
Pour les articles homonymes, voir Hendrickx et Marcel Hendrickx.
Marcel Hendrickx , né le 21 avril 1925 à Houthalen-Helchteren (Limbourg) et mort le 15 février 2008 à Bilzen (Limbourg), est un coureur cycliste belge, professionnel de 1947 à 1961.

## Palmarès
- 1947
  - 8e étape du Tour de Belgique indépendants
  - 3e de l'Étoile des Amateurs
- 1948
  - 1re étape d'À travers les Flandres
  - 3e du Het Volk
- 1949
  - Grand Prix de la Famenne
  - Liège-Jemelle
  - 10e de Paris-Bruxelles
- 1950
  - 2e du Circuit de la vallée de la Meuse
- 1951
  - Circuit de Belgique centrale
  - Roubaix-Huy
  - 2e de À travers les Flandres
  - 3e de Paris-Brest-Paris
  - 3e du Prix national de clôture
- 1952
  - Paris-Saint-Étienne :
    - Classement général
    - 2e étape

  - Vienne-Graz-Vienne
  - Bruxelles-Saint-Trond
- 1953
  - 4e de Paris-Bruxelles
- 1954
  - Paris-Bruxelles
  - 3e du Tour de Belgique
  - 6e du Tour des Flandres
- 1955
  - Paris-Bruxelles
  - 3e du Circuit du Limbourg
  - 3e du Grand Prix du Brabant wallon
- 1956
  - 2e de Hoegaarden-Anvers-Hoegaarden

## Résultats sur les grands tours

### Tour de France
3 participations
- 1949 : 43e
- 1950 : 25e
- 1954 : 64e

### Tour d'Italie
1 participation 
- 1951 : abandon